# Helstroff

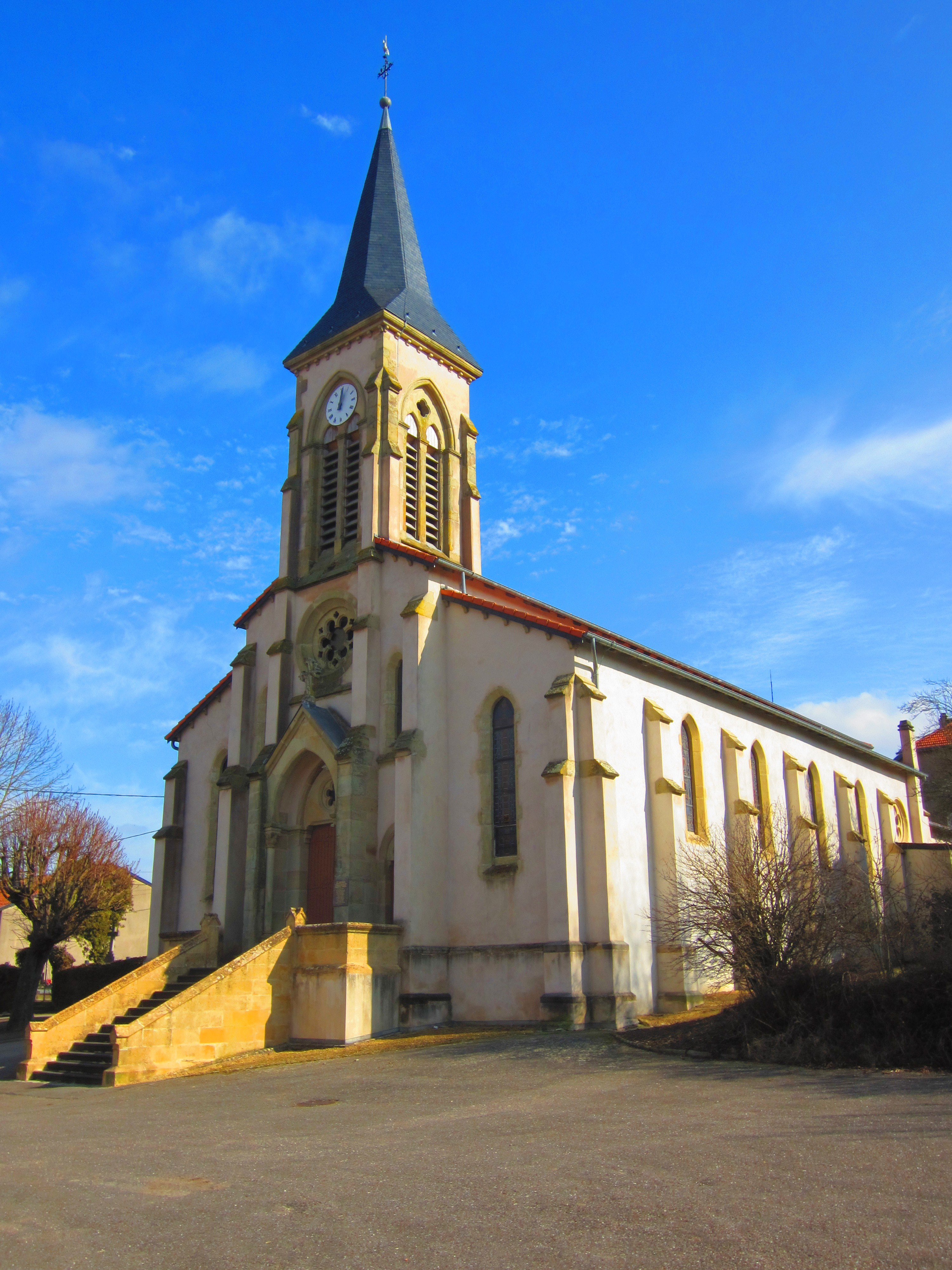
Dreifaltigkeitskirche

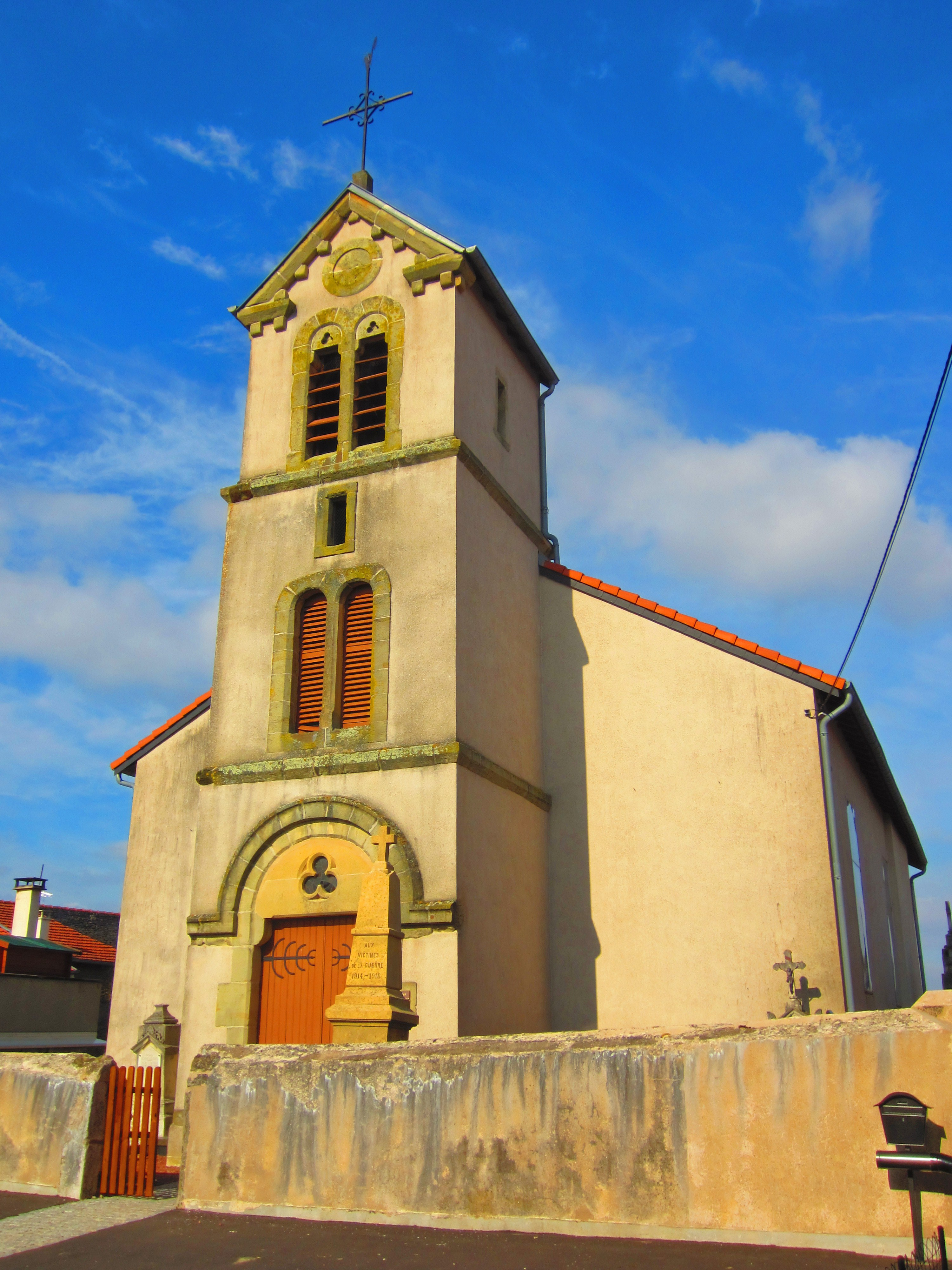
Kapelle St. Clément, Macker

Helstroff (deutsch Helsdorf, lothringisch Helschtroff) ist eine französische Gemeinde mit 484 Einwohnern (Stand 1. Januar 2022) im Département Moselle in der Region Grand Est (bis 2015 Lothringen).

## Geographie
Die Gemeinde liegt in Lothringen, etwa 20 Kilometer östlich von Metz und vier  Kilometer südlich von Boulay-Moselle  (Bolchen).
Durch die Gemarkung verläuft die Autoroute A4 (Paris–Straßburg).

## Geschichte
Ältere Ortsbezeichnungen sind  Hellestroff (1137), Helstorf (1487), Etzelstorff, Ultzestorff (1544), Hellestorff (1683) und  Helstrophe (1702). Der Ort war zunächst Teil der luxemburgischen Exklave Rollingen im Herzogtum Lothringen des Heiligen Römischen Reichs. Nach der Annexion Lothringens durch Frankreich 1766 hatte sich der französische König die Lehenshoheit über die Herrschaft Rollingen, als einem lothringischen Erblehen, vorbehalten. 1769 verkaufte Österreich die ihm an der Herrschaft verbliebenen Rechte an Frankreich, das so in den Besitz der Exklave kam.
1811 wurde das nördlich an einem Bach gelegene Dorf Macker (Machern) eingemeindet.
Durch den Frankfurter Frieden vom 10. Mai 1871 kam das Gebiet an das deutsche Reichsland Elsaß-Lothringen, und das Dorf wurde dem Kreis Bolchen im Bezirk Lothringen zugeordnet. Die Dorfbewohner betrieben Getreide- und Weinbau sowie Viehzucht.
Nach dem Ersten Weltkrieg musste die Region aufgrund der Bestimmungen des Versailler Vertrags 1919 an Frankreich abgetreten werden. Im Zweiten Weltkrieg war die Region von der deutschen Wehrmacht besetzt, und der Ort stand bis 1944 unter deutscher Verwaltung.

### Bevölkerungsentwicklung
| Jahr      | 1962 | 1968 | 1975 | 1982 | 1990 | 1999 | 2007 | 2019 |
| Einwohner | 257  | 272  | 276  | 289  | 316  | 348  | 453  | 506  |

## Wappen
Die Kreuze im Wappen sind das Symbol der Kastellanei von Bolchen und die Sparren das der Familie Rollingen. Beide Herrschaften hatten in Helsdorf Besitz.